# NGC 4296
NGC 4296 is een lensvormig sterrenstelsel in het sterrenbeeld Maagd. Het hemelobject werd op 13 april 1784 ontdekt door de Duits-Britse astronoom William Herschel.

## Synoniemen
- UGC 7409
- MCG 1-32-17
- ZWG 42.41
- VCC 475
- KCPG 331A
- PGC 39943